# Andreaskirche (Eningen unter Achalm)

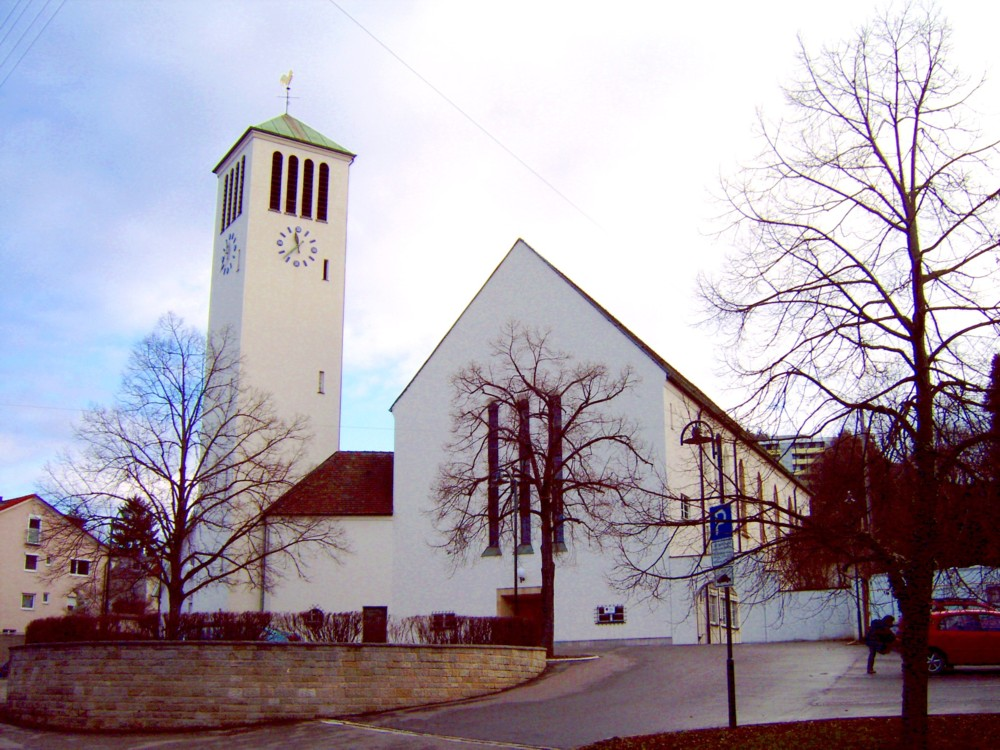
Andreaskirche Eningen mit Kirchenvorplatz

Die Evangelische Andreaskirche in Eningen unter Achalm, einer Gemeinde im Landkreis Reutlingen in Baden-Württemberg, wurde 1929/1930 im Stil der Neuen Sachlichkeit gebaut. Sie ersetzte die spätgotische Andreaskirche von 1528. Klare Linien und helle Farbgebung prägen den Kirchenraum, der bis zu 370 Personen Platz bietet. Die Kirchengemeinde gehört zum Kirchenbezirk Reutlingen der Evangelischen Landeskirche in Württemberg.

## Baugeschichte
Durch den noch vorhandenen Grundstein ist das Jahr 1528 für den Bau der alten, spätgotischen Andreaskirche belegt. Sie wurde also noch in katholischer Zeit fertiggestellt. Renoviert wurde sie in den Jahren 1650, 1756 und 1926. Ein Modell wird im Heimatmuseum ausgestellt.
Wegen Baufälligkeit wurde die alte Andreaskirche 1929 abgerissen und ein Neubau im Stil der Neuen Sachlichkeit errichtet. Das Kruzifix aus Lindenholz (um 1480), das Tabernakel, der Taufstein, Spitzbogenfenster, eine Kabinettscheibe, Schlusssteine des Netzgewölbes, die Sakristeitüre und Sandsteinportale sind in die neue Andreaskirche integriert worden. Weiter sind eine Ölberg-Szene (um 1430), Fußbodenziegel (um 1480) und ein Würfelkapitell aus der Zeit vor dem Bau der alten Andreaskirche erhalten.

## Ausstattung
- Zu einem unbekannten Zeitpunkt wurde das Kruzifix mit einem Blattgoldbelag versehen. In den 1960er-Jahren wurde die Goldfassung entfernt und der ursprüngliche Zustand wiederhergestellt. Die Kreuzesbalken haben eine T-Form. Die Kreuz-Inschrift INRI wurde unter das Kreuz gesetzt.

- Taufstein aus der Kirche von 1528

Altarraum der Andreaskirche Eningen

- Expressionistisches Chorfenster von Gustav Kress, Stuttgart/München (1930)
- Zwölf Apostel und sechs Engel, von Bauhaus-Schülerin Gertrud Elisabeth Ebert-Püttmann (1931)
- Apostel Andreas, Halbrelief, Betonguss von Gudrun Krüger (1952)
- Weihnachtskrippe „Deutsche Weihnacht“, von Paul und Emilie Jauch (1924–1954)[2]

## Orgel
Der älteste Hinweis auf eine Orgel in der Andreaskirche findet sich im Kirchenkonventsprotokoll vom 21. Februar 1781. Aus dem Jahr 1836 hat sich eine Gebühren-Ordnung erhalten, die sowohl einen Organisten als auch einen Bälgetreter im Preisverzeichnis aufführt. 1847 heißt es: „Bei der Schlechtigkeit der hiesigen Orgel bleibt das Orgelspiel trotz Consist.-Erlaß vom 19.01.1846 wie bisher, die Lehrer wechseln ab.“ Im selben Jahr reagierte die Kirchengemeinde und ließ durch den Orgelbauer Jakob Daniel Stieglitz aus Reutlingen ein neues Instrument einbauen.
Dieses fand 1930 ihren Platz auf der Empore der neuen Kirche, wurde klanglich aber an den Zeitgeschmack angepasst. Die heutige Orgel von der Echterdinger Orgelbau Friedrich Weigle (Opus 1188) stammt aus dem Jahr 1969. Sie hat mechanische Spiel- und elektrische Registertraktur. Disposition und Gehäuse entwarf Walter Supper, Esslingen; die Intonation stammt von Heinrich Jud und Konrad Mühleisen (Firma Weigle). Die Disposition lautet:
| II Hauptwerk C– |                         |       |
| 1.              | Quintade                | 16′   |
| 2.              | Prinzipal (im Prospekt) | 08′   |
| 3.              | Hölzernflöte            | 08′   |
| 4.              | Harfpfeife              | 08′   |
| 5.              | Oktave                  | 04′   |
| 6.              | Rohrflöte               | 04′   |
| 7.              | Nasat                   | 2 ⁄3′ |
| 8.              | Waldflöte               | 02′   |
| 9.              | Mixtur V–VI             | 02′   |
| 10.             | Helltrompete            | 08′   |

| I Rückpositiv C– |                         |        |
| 11.              | Gedackt                 | 08′    |
| 12.              | Hohlflöte (im Prospekt) | 04′    |
| 13.              | Kleinprinzipal          | 02′    |
| 14.              | Terzflöte               | 1 3⁄5′ |
| 15.              | Gemsquinte              | 1 ⁄3′  |
| 16.              | Nonenpfeife             | 08⁄9′  |
| 17.              | Scharfzimbel IV–V       | 02⁄3′  |
| 18.              | Musette                 | 08′    |
|                  | Tremulant               |        |

| Pedal C– |                         |                          |
| 19.      | Untersatz               | 16′                      |
|          | Gedacktbass (= Nr. 19)  | 16′ (Windabschwächung)   |
| 20.      | Oktavbass (im Prospekt) | 08′                      |
| 21.      | Spitzflöte              | 08′                      |
| 22.      | Rohrpommer              | 04′                      |
| 23.      | Dolkanpiffaro           | 04′+ 2′                  |
| 24.      | Zink                    | 3 1⁄5′+ 2 ⁄3′+ 1 ⁄3′+ 1′ |
| 25.      | Stille Posaune          | 16′                      |
| 26.      | Dunkeltrompete          | 08′                      |
| 27.      | Vox Humana              | 04′                      |

## Glocken
Sowohl im Ersten als auch im Zweiten Weltkrieg mussten Glocken als „Metallspende“ abgegeben werden. Heute läuten vier Glocken im 30 Meter hohen Turm:
| Glocke | Name               | Gussjahr               | Durchmesser | Gewicht | Schlagton |
| 1      | Vater-unser-Glocke | 1509 (umgegossen 1899) | 119 cm      | 1050 kg | E         |
| 2      | Betglocke          | 1951                   | 100 cm      | 650 kg  | G         |
| 3      | Christusglocke     | 1950                   | 89 cm       | 425 kg  | A         |
| 4      | Taufglocke         | 1925                   | 74 cm       | 270 kg  | C         |